# Adriana Falcão
Adriana Franco de Abreu Falcão (Rio de Janeiro, 12 de fevereiro de 1960) é uma roteirista e escritora brasileira. Atualmente, roteirista da TV Globo, escreveu para séries como A Comédia da Vida Privada e A Grande Família, além de roteiros para cinema e a série Mulher.

## Vida
Nasceu no Rio, e mudou-se para Recife aos 11 anos de idade. Teve uma história de vida trágica: o pai, Caio Franco de Abreu, cometeu suicídio e a mãe, Maria Augusta Teresa Izabel de Souza, um tempo depois, tomou uma dose fatal de comprimidos para dormir. É neta do escritor Augusto Gonçalves de Sousa Júnior.
Em Pernambuco, foi casada com o professor Tácio de Almeida Maciel e formou-se em Arquitetura. Sua primeira filha, Tatiana Maciel, é fruto do primeiro casamento. Também foi casada com João Falcão, com quem teve mais duas filhas (Clarice e Maria Isabel). Em 1995 voltou a morar no Rio de Janeiro, começou a escrever para TV e cinema, e os atores começaram a gostar de seus diálogos e a usá-los nas peças. Nunca exerceu a profissão de arquiteta, pois logo descobriu sua vocação para a literatura.

## Trabalhos
Seu primeiro romance foi A Máquina; como roteirista escreveu para séries como A Comédia da Vida Privada, A Grande Família, além de escrever roteiros para o cinema. Atualmente publica crônicas no jornal O Estado de S. Paulo.

### Filmes
- O Auto da Compadecida 2 (2024) - com Guel Arraes, Jorge Furtado e João Falcão

- Só Dez por Cento é Mentira (2008) (Longa-metragem) - Produtora
- Eu e Meu Guarda-Chuva (2010) (Longa-metragem), Adaptação
- Se Eu Fosse Você 2 (2009) (Longa-metragem)
- A Mulher Invisível (2008) (Longa-metragem)
- Chega de Saudade (2007) (Longa-metragem), Colaboração
- Fica Comigo Esta Noite (2006) (Longa-metragem)
- Irma Vap - O Retorno (2006) (Longa-metragem)
- O Ano em Que Meus Pais Saíram de Férias (2006) (Longa-metragem), Colaboradora
- Se Eu Fosse Você (2006) (Longa-metragem)
- O Auto da Compadecida (2000) (Longa-metragem)

### Roteirista
- Amor e Sorte (2020)
- Mister Brau (2018) (Série de TV)
- A Fórmula (2017) (Série de TV)
- A Grande Família (2001) (Série de TV)
- O Auto da Compadecida (1999) (Série de TV)
- Porta dos Fundos (2014) (canal do YouTube) (esquete: Número de emergência)

### Livros
- A máquina (Editora Objetiva, 1999),
- Mania de Explicação (2001)[4]
- Luna Clara & Apolo Onze (2002)
- Histórias dos tempos de escola: Memória e aprendizado (2002);
- O doido da garrafa (Editora Planeta, 2003)
- Pequeno dicionário de palavras ao vento (Editora Planeta, 2003);
- Contos de estimação (Editora Objetiva, 2003);
- A comédia dos anjos (Editora Planeta, 2004);
- PS Beijei (2004);
- A tampa do céu (2005),
- Contos de escola (2005);
- O Zodíaco – Doze signos, doze histórias (2005);
- Tarja preta (Editora Objetiva, 2005)
- Sonho de uma noite de verão (Coleção Devorando Shakespeare, Editora Objetiva, 2007)
- A arte de virar a página (2009) (Editora Fontanar. Com imagens de Leonardo Miranda)
- O homem que só tinha certezas (Editora Planeta, 2010)
- Queria ver você feliz (Editora Intrínseca, 2014)